# El Baúl (periódico)
El Baúl es un periódico de mercado español fundado en 1986.
Su primera publicación aparece en la provincia de Valencia, aunque rápidamente se abren sedes en el resto de la Comunidad Valenciana, Islas Canarias y Murcia.
Dedicado a publicitar los productos/servicios que ofrecen sus anunciantes a través de este medio a sus lectores, tanto para la compra como para la venta, alquiler o intercambio de estos tanto de primera como de segunda mano.
Desde sus comienzos y aún en la actualidad, el periódico se ha compuesto de 43 secciones (Hogar, Motor, Inmobiliaria, Relaciones, Trabajo, etc); cada una de ellas con sus apartados correspondientes de compro, vendo, alquilo u ofertas y demandas.
En los últimos años, la línea del periódico no ha dejado de crecer y si bien comenzó siendo un periódico netamente de anuncios, a petición de los usuarios  ha ido incorporando diversos apartados fijos como son la línea abierta donde el usuario puede felicitar o criticar lo que desee; o Gastronomía donde podemos además de ver la publicidad de restaurantes, una guía de los mismos y variadas recetas.
Estos anuncios se dividen en categorías como hogar, inmobiliaria, motor, bolsa de empleo, comercio e industria, tiempo libre, arte y cultura, relaciones y varios en general.

## Historia
El Baúl, periódico de tirada quincenal, tuvo su publicación número 0 en la provincia de Valencia en 1986 y es en la edición 69 cuando incorpora las provincias de Castellón y Alicante con el objetivo de que todos los anuncios pudieran ser leídos en cualquier parte de la Comunidad Valenciana. Con ello se logró un mejor servicio y efectividad, dada la inmejorable comunicación entre las tres provincias a través tanto del servicio de ferrocarriles como de la Autopista del Mediterráneo.
Posteriormente se crearon otras ediciones: El 15 de abril de 1988 salió al mercado el primer número de la edición de Tenerife, el 27 de abril de 1990 el Baúl de Las Palmas de Gran Canaria y el 6 de octubre de 1995 la edición de Murcia.
El 7 de julio de 2000 el de la Isla de Lanzarote y el 12 de julio de 2000 en la Islas de Fuerteventura. Siendo los anuncios de estas dos islas publicados en páginas independientes dentro de la edición de El Baúl de Las Palmas.
El éxito del periódico en las islas fue tal que se tuvo que abrir varias sucursales en Tenerife y en Gran Canaria; así, Tenerife contaba con la redacción de Sta.Cruz, La Laguna, y El Sur de Tenerife, en tanto que Gran Canaria tenía la redacción de Las Palmas de Gran Canaria y abrió sucursal en Vecindario y Telde; además de las redacciones de Arrecife en Lanzarote y la de Puerto del Rosario en Fuerteventura.
La llegada del mundo digital unido a una fuerte crisis a nivel mundial, provocó que el periódico replegara su expansión cerrando muchas de sus oficinas y en la actualidad se mantiene en la isla de Tenerife y en la de Gran Canaria.
En la visión de renovación, el periódico abre su página web en el 2000, desde entonces la página ha ido evolucionando pero siempre con la visión de un mejor y mayor servicio al público.

## Actualidad
Actualmente tiene su sede social y redacción central en Las Palmas de Gran Canaria y en Valencia, donde ha reabierto sus puertas en 2017.
El periódico cuenta con una edición quincenal en papel y con una edición en medios digitales. Ambas versiones tienen contenidos principalmente gratuitos y otros con costes.
En 2015 su difusión es de algo más de 8.000 ejemplares repartidos por las Islas Canarias.
La crisis económica vivida en España desde el 2006 ha hecho que los principales anunciantes de este periódico desapareciesen ( inmobiliarias y casas de venta de coches ), por lo que ha sufrido una importante remodelación.
Siendo las únicas sedes abiertas en 2015 la de Las Palmas de Gran Canaria y Santa Cruz en Tenerife, Valencia.